# Scott Leary
John Scott Leary (29 de diciembre de 1881 en California, 1 de julio de 1958 en San Francisco, California) fue un nadador estadounidense que compitió en los Juegos Olímpicos de 1904 en San Luis, donde ganó la medalla de plata en natación. Terminó segundo en los 50 metros libres tras Zoltán Halmay de Hungría. A 100 metros de distancia, llegó en tercer lugar, detrás de Zoltán Halmay y su compatriota Charles Daniels.